# Johann Spieker
Johann Spieker, auch Johannes Spieker (* 26. März 1756 in Wolfhagen; † 18. April 1825 in Herborn) war ein deutscher Pfarrer und reformierter Theologe.
Johann Spieker war der Sohn eines Kaufmanns. Von 1771 bis 1775 studierte er in Marburg Evangelische Theologie und Philosophie. 1776 wurde er Pfarrer in Rauschenberg und 1780 Stiftsprediger in Bad Hersfeld. 1800 übernahm Spieker die Pfarrstelle in Nastätten und wurde 1806 Inspektor (Superintendent). Nachdem ihn die Theologische Fakultät der Universität Marburg 1817 mit der Doktorwürde ausgezeichnet hatte, wurde er 1818 zum ersten Professor und Direktor des Theologischen Seminars nach Herborn berufen. In Herborn war er zudem als Pfarrer tätig. 
Spieker verfasste mehrere theologische Schriften und setzte sich seit 1817 besonders für die Union der beiden protestantischen Konfessionen im Herzogtum Nassau ein.

## Schriften
- Das Verstandesbuch als Verständigung der Jugend in Volksschulen über die wissenswürdigsten Gegenstände des menschlichen Lebens. 1812 (3. Aufl. 1821)
- Nachricht über das Herzogl. Nassauische evangelisch-christliche Seminar. 1819
- Über den Gebrauch des Rationalismus im religiösen Volks- und Jugend-Unterricht. 1821